# William R. Graves
William R. Graves ( 1959 – ) es un botánico, profesor, y curador estadounidense. Desarrolla actividades académicas en el "Departamento de Horticultura, de la Iowa State University.

## Algunas publicaciones
- m.s. Helgeson, w.r. Graves, d. Grewell, g. Srinivasan. 2010. Zein-based bioplastic containers alter root-zone chemistry and growth of geranium. J. of Environmental Horticulture 28:74-80

- ----------------, ----------------, --------------, --------------. 2009. Degradation and nitrogen release of zein-based bioplastic containers. J. of Environmental Horticulture 27:123-127

- b.j. Peterson, w.r. Graves, j. Sharma. 2009. Color of pubescence on bud scales conflicts with keys for identifying species of Dirca (Thymelaeaceae). Rhodora 111:126- 130

- ----------------, ----------------. 2009. Variation in development and response to rootzone pH among seedlings of Dirca palustris (Thymelaeaceae) from three provenances. HortScience 44:1319-1322

- n.z. Boyer, w.r. Graves. 2009. NAA is more effective than IBA for rooting stem cuttings of two Nyssa spp. J. of Environmental Horticulture 27:183-187

- w.r. Graves. 2008. Habitat and reproduction of Dirca mexicana. Rhodora 110:365-378. Graves, W.R. and J.A. Schrader. 2008. At the interface of phylogenetics and population genetics, the phylogeography of Dirca occidentalis (Thymelaeaceae). Am. J. of Botany 95:1454-1465

- j. Sharma, j.a. Schrader, w.r. Graves. 2008. Ecology and phenotypic variation of Leitneria floridana (Leitneriaceae) in disjunct native habitats. Castanea 73:94-105

- james a. Schrader, w.r. Graves. 2008. Nodulation and growth of Alnus nitida and Alnus maritima inoculated with species-specific and nonspecific Frankia. J. of Environmental Horticulture 26:29-34

- william r. Graves, james a. Schrader. 2008. At the interface of phylogenetics and population genetics, the phylogeography of Dirca occidentalis (Thymelaceaceae). Am. J. of Botany 95 (11): 1454–1465

- james a. Schrader, m.a. Kroggel, w.r. Graves. 2007. Nodulation and nitrogen-fixing capacity of rhizobial isolates from China in symbiosis with Maackia amurensis. J. of Environmental Horticulture 25:47-50

- ----------------, ----------------, s.a. Rice, j.p. Gibson. 2006. Differences in shade tolerance help explain varying success of two sympatric Alnus species. International J. of Plant Sciences 167:979-989

- james r. Stewart, w.r Graves. 2006. Photosynthesis, growth, carbon allocation and fruit load of Frangula caroliniana and Rhamnus cathartica. International J. of Plant Sciences 167:1161-1168.

- ----------------, ----------------. 2006. Cold hardiness and vernal bud break of Rhamnus caroliniana and Rhamnus cathartica. J. of the Am. Soc. for Horticultural Science 131:345-351

- w.r. Graves, j.a. Schrader, j. Sharma. 2006. Cold hardiness of the rare Dirca occidentalis: Comparisons to Dirca palustris from disparate provenances. J. of Environmental Horticulture 24:169-172

- ----------------. 2006. Distribution and reproduction of Dirca occidentalis (western leatherwood). The Four Seasons (East Bay [Berkeley, California] Regional Parks Botanic Garden) 12(3):54-61

- j. Zhu, a. Zhang, k. Park, t. Baker, b. Lang, r. Jurenka, j.j. Obrycki, w.r. Graves, j.a. Pickett, d. Smiley, k.r. Chauhan, j.a. Klun. 2006. Sex pheromone of the soybean aphid, Aphis glycines Matsumura, and its potential use in semiochemical-based control. Environmental Entomology 35:249-257

- h.a. Kratsch, r.j. Gladon, w.r. Graves. 2006. Aeroponics system for control of root-zone atmosphere. Environmental and Experimental Botany 55:70-76

- james a. Schrader, william r. Graves. 2005. Seed germination of Dirca (Leatherwood): Pretreatments and interspecific comparisons. Hort Science 40 : 1838 – 1842

- ----------------------, ----------------------. 2004a. Systematics of Alnus maritima (seaside alder) resolved by ISSR polymorphisms and morphological characters. J. of the Am. Soc. for Horticultural Sci. 129 : 231 – 236

- ----------------------, ----------------------. 2004b. Systematics of Dirca (Thymelaeaceae) based on ITS sequences and ISSR polymorphisms. Sida 21 : 511 – 524

### Libros
- richard j. Gladon, william r. Graves, j. michael Kelly. 2011. Getting Published in Biology. Ed. John Wiley & Sons. 240 pp. ISBN 1118017161

- rajeev Arora, william r. Graves. 2004. Adaptations and responses of woody plants to environmental stresses. Ed. IOS. 311 pp. ISBN 1560221119 en línea

- 2001. Wild Olives: life in Majorca with Robert Graves. Volumen 224 de Pimlico (Series). 262 pp. ISBN 0712601163

- La abreviatura «W.R.Graves» se emplea para indicar a William R. Graves como autoridad en la descripción y clasificación científica de los vegetales.[1]